# Tizuka Yamasaki
Tizuka Akiyoshi Yamasaki (Porto Alegre, Rio Grande do Sul, 12 de maig de 1949), coneguda simplement com Tizuka Yamasaki, és una directora i guionista brasilera, que també ha exercit de manera esporàdica com productora, assistent de direcció, muntatgista, i directora i dissenyadora de producció.

## Biografia
D'origen japonès, Tizuka Yamasaki va néixer a Porto Alegre el 12 de maig de 1949 i va ser criada a Atibaia. En 1952 va néixer la seva germana Yurika, qui temps després es convertiria en escenògrafa i col·laboraria amb ella en nombrosos projectes. Als quinze anys, Tizuka es va traslladar a São Paulo i allí va concloure els seus estudis de secundària. Entre 1970 i 1972 va realitzar un curs de cinema a la Universitat de Brasília, així com diversos curtmetratges de 16 mm.
Les seves primeres intervencions al cinema van ser en dues pel·lícules del director Nelson Pereira dos Santos, la primera com el seu assistent a O Amuleto de Ogum (1974) i la segona com a dissenyadora de producció a Tenda dos Milagres (1977). La primera pel·lícula que va dirigir i va escriure Gaijin – Os Caminhos da Liberdade (1980), es va basar en la seva experiència com a immigrant japonesa al Brasil i per ella va rebre cinc premis Kikito d'Or del Festival de Gramado, entre ells el de millor pel·lícula i el de millor guió, així com el Gran Coral del Festival Internacional del Nou Cinema Llatinoamericà de l'Havana.
Una vegada finalitzada la dictadura militar al Brasil (1985) Tizuka Yamasaki al costat d'altres directores de cinema de la seva generació, van desenvolupar un estil cinematogràfic melodramàtic per a oferir intervencions feministes en la reconstrucció de la política brasilera i la identitat cultural que van mostrar en les seves pel·lícules.
Yamasaki, qui afirma que va inaugurar un "Cinema de les Emocions" en la dècada de 1980, ella es va comunicar estratègicament a través del melodrama per a expressar la seva visió sobre el passat del Brasil en un esforç per recuperar figures femenines i les seves experiències en la història del Brasil, així com per a contribuir de manera discursiva a un procés de redefinició de la Ciutadania brasilera durant el procés d'obertura democràtica. Al mateix temps que podem detectar el seu compromís amb els discursos feministes que van prevaler a principis de la dècada de 1980, es pot veure que les pel·lícules de Yamasaki medien estratègicament la història brasilera i advoquen per llaços afectius per a reformular la societat civil en la cúspide d'una nova era democràtica.
El 1983 va estrenar Parahyba Mulher Macho, una pel·lícula basada en el llibre Anayde Beiriz - paixão e morte da Revolução de 30 de l'historiador José Joffily i escrita al costat del fill d'aquest, i el 1984 Patriamada, una pel·lícula documental sobre la campanya de les eleccions d'aquest mateix any.
Després de realitzar diversos documentals per a Televisió Espanyola i un vídeo musical de Rita Lee per a Rede Globo, Yamasaki va dirigir la minisèrie O Pagador de Promessas, na adaptació de l'obra teatral homònima de Alfredo Dias Gomes escrita per ell mateix i rodada durant dos mesos de 1987 a Monte Santo i Salvador de Bahía. Centrada en la supervivència de l'home i en la lluita per les seves creences, els vuit episodis de la minisèrie van ser emesos per Rede Globo a l'abril de 1988. A l'any següent va dirigir al costat de Carlos Magalhães i Jayme Monjardim la telenovel·la Kananga do Japão i en 1990 va tornar al cinema amb Lua de Cristal, inspirada en una història actualitzada de Ventafocs.
En 1992 va tornar a la televisió per dirigir Amazônia, aquesta vegada al costat de José Joffily, Tania Lamarca i Marcos Scherchtman. Entre altres dels seus projectes televisius es troben la minisèrie A Madona de Cedro (1994), basada en l’obra d’Antonio Callado, i alguns episodis de la sèrie de televisió Metamorphoses (2004).
Encantados és una pel·lícula que Tizuka estrena l'any 2017, basada en el llibre El Mundo Místico de las Caruanas de la Isla del Marajó, de la xaman Zeneida Lima. La pel·lícula es va rodar entre 2008 i 2009 i va tenir el muntatge finalitzat en 2014, encara que només es va estrenar oficialment el 18 de novembre de 2017. En aquesta història, Zeneida (Carolina Oliveira) és una de les filles d'un important polític de Pará. Amb altres deu germans, ella es destaca per la seva personalitat atrevida, persistent i rebel. A l'Illa de Marajó, Zeneida es troba encantada amb Antonio (Thiago Martins), una figura misteriosa que es troba en les seves aventures per la propietat de la seva família, que es ves i escolta coses que ningú més ves o sent. La passió per aquest estrany i la intimitat amb la naturalesa no són vistes amb bons ulls pels seus pares i la rebel jove passa a enfrontar un gran conflicte dins de casa en ser considerada una llunàtica. La història reflecteix el despertar espiritual de Zeneida a través del seu contacte adolescent amb la naturalesa salvatge i mística de l'Amazònia.

## Treballs
| Any  | Títol                             | Rol       | Rol       | Notes                                                           |
| Any  | Títol                             | Directora | Guionista | Notes                                                           |
| ---- | --------------------------------- | --------- | --------- | --------------------------------------------------------------- |
| 1974 | O Amuleto de Ogum                 |           |           | Assistent de direcció de Nelson Pereira dos Santos              |
| 1977 | Tenda dos Milagres                |           |           | Dissenyadora de producció                                       |
| 1980 | Gaijin – Os Caminhos da Liberdade | Sí        | Sí        |                                                                 |
| 1980 | A Idade da Terra                  |           |           | Assistent de direcció de Glauber Rocha i directora de producció |
| 1994 | A Madona de Cedro                 | Sí        |           | Minisèrie                                                       |
| 1983 | Parahyba Mulher Macho             | Sí        | Sí        |                                                                 |
| 1984 | Patriamada                        | Sí        | Sí        | També com a muntatgista                                         |
| 1984 | Bete Balanço                      |           |           | Productora executiva                                            |
| 1988 | O Pagador de Promessas            | Sí        |           | Minisèrie                                                       |
| 1989 | Kananga do Japão                  | Sí        |           | Telenovel·la                                                    |
| 1990 | Lua de Cristal                    | Sí        |           |                                                                 |
| 1992 | Amazônia                          | Sí        |           | Telenovel·la                                                    |
| 1992 | Você Decide                       | Sí        |           | Programa de televisió                                           |
| 1994 | A Madona de Cedro                 | Sí        |           | Minisèrie                                                       |
| 1997 | O Noviço Rebelde                  | Sí        |           |                                                                 |
| 1998 | Fica Comigo                       | Sí        |           |                                                                 |
| 1999 | Xuxa Requebra                     | Sí        |           |                                                                 |
| 2000 | O Barato é Ser Careta             | Sí        |           |                                                                 |
| 2000 | Xuxa Pop Star                     | Sí        |           |                                                                 |
| 2004 | Metamorphoses                     | Sí        |           | Telenovel·la                                                    |
| 2005 | Gaijin - Ama-me Como Sou          | Sí        | Sí        | També com a productora                                          |
| 2009 | Xuxa em O Mistério de Feiurinha   | Sí        |           |                                                                 |